# Alexander Miesen
Alexander Miesen, né le 16 mars 1983 à Prüm (Allemagne), est un homme politique belge germanophone, membre du Partei für Freiheit und Fortschritt (PFF), qui fait partie du Mouvement réformateur (MR).
Il est bachelier en droit et a été conseiller politique.

## Fonctions politiques
- depuis 2006 : conseiller communal à Bullange (Büllingen)
- depuis 2012 : membre du Parlement de la Communauté germanophone
- 2013-2014 : président du Parlement de la Communauté germanophone
- 2014-2016 : sénateur désigné par la Communauté germanophone
- 2016-2019 : président du Parlement de la Communauté germanophone
- depuis 2019 : sénateur désigné par la Communauté germanophone

## Parcours politique

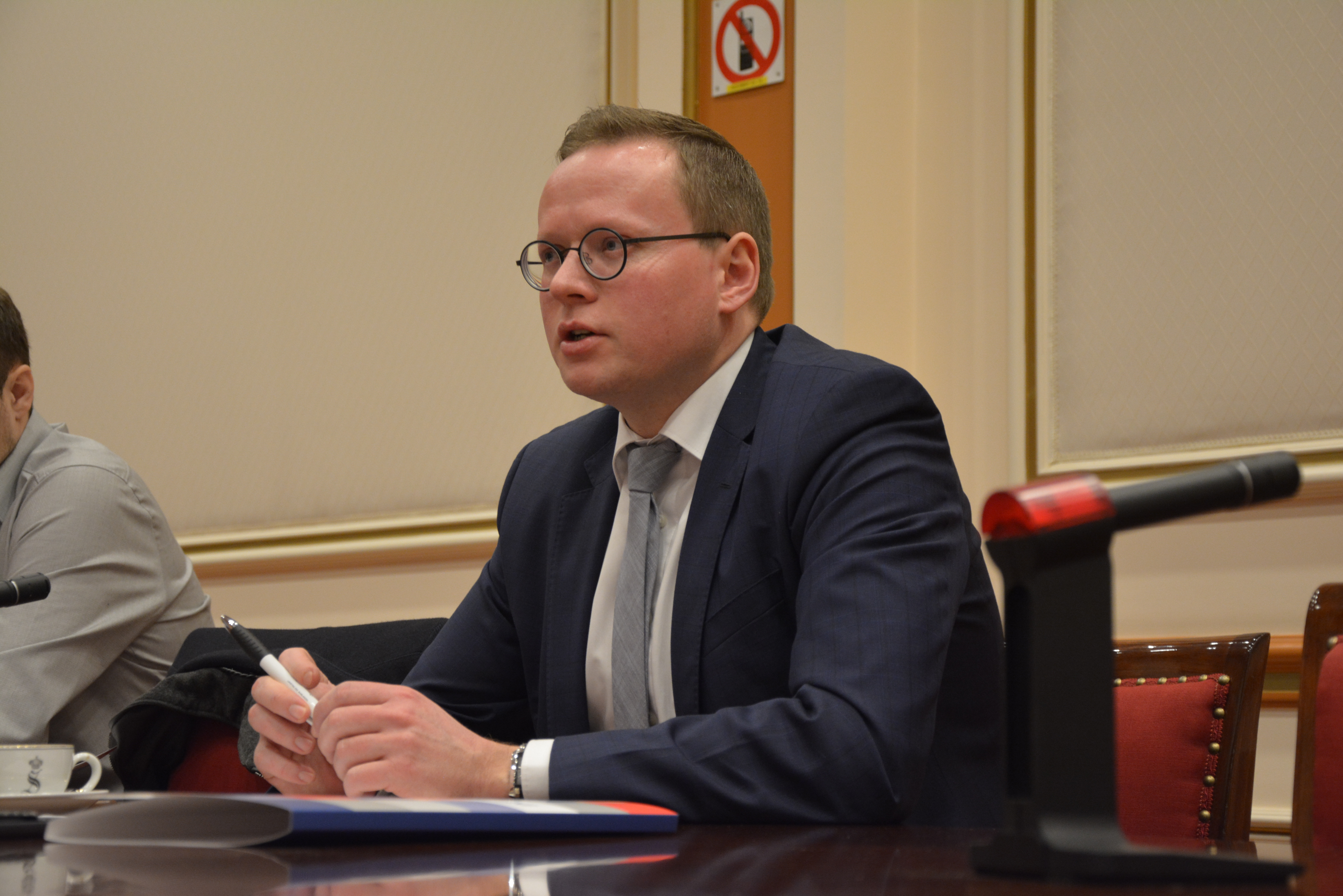
Le sénateur germanophone Alexander Miesen en salle de commission du Sénat de Belgique.

2006 à 2010, Alexander Miesen a été conseiller politique du Sénateur Berni Collas (PFF) ainsi que du Ministre Bernd Gentges (PFF) 2007-09. Il a ensuite travaillé en tant que collaborateur au groupe PFF du Parlement de la Communauté germanophone. De 2009 à 2013, il a présidé le JFF, le mouvement des jeunes du PFF.
Entré au Parlement de la Communauté germanophone en 2012, Alexander Miesen accède à la présidence de l'assemblée quelques mois plus tard, le 21 janvier 2013, à la suite du décès de son prédécesseur Ferdel Schröder, devenant du même coup le plus jeune Président du Parlement de l'histoire de la Communauté germanophone de Belgique.
Le 25 mai 2014 ont lieu de nouvelles élections. L'accord de coalition entre les groupes ProDG, SP et PFF qui en ressort prévoit un partage de la présidence du Parlement de la Communauté germanophone entre le SP et le PFF. Le socialiste Karl-Heinz Lambertz (SP) préside donc l'assemblée dans un premier temps tandis qu'Alexander Miesen obtient le siège de Sénateur de Communauté. Et inversement à partir de septembre 2016. En tant que Président du Parlement, Alexander Miesen a œuvré en faveur de la création d'un conseil des citoyens de la Communauté germanophone, qui s'est concrétisé,.
Le 26 mai 2019, de nouvelles élections ont eu lieu. Alexander Miesen est resté Député germanophone mais a cédé ses fonctions de Président du Parlement de la Communauté germanophone. Il a par ailleurs réintégré le Sénat, où il est prévu qu'il laisse sa place à mi-mandat à Gregor Freches.
En tant que Sénateur, que ce soit entre 214 et 2016 ou après 2019, Alexander Miesen s'est trouvé à l'origine d'une modification du règlement d'ordre intérieur du Sénat, d'un colloque sur l'avenir de la Communauté germanophone, de plusieurs questions écrites à divers ministres ... Il a également cosigné nombre de demandes de rapports d'information (dont celui qu'il a initié en 2019 sur le thème de la participation citoyenne) et de propositions de résolution.
Alexander Miesen a été fait Chevalier de l'Ordre de Léopold le 27 mai 2019.

## Sources
1. ↑  « Le Soir »
2. ↑  « Conseil citoyen germanophone »
3. ↑  « DaarDaar »
4. ↑  Sénat 2019
5. ↑  MR Sénat
6. ↑  MR Sénat
7. 1 2  Sénat
8. ↑  « MR Sénat »
9. ↑  « Moniteur belge »